# پیتر جونز
 پیتر جونز  (به انگلیسی: Peter Jones) (زاده ۴ فوریه ۱۹۵۴) داور سابق اهل انگلستان است.
وی داوری را از دهه ۱۹۸۰ شروع کرده و از سال ۱۹۹۶ تا ۲۰۰۲ میلادی در لیست داوران فیفا قرار داشته‌است.